# Federico Suárez Hurtado
Federico Suárez Hurtado (Alicante, 16 de abril de 1957) es un político socialista español. Fue Presidente del PSOE de Extremadura.
Desde temprana edad militante de las Juventudes Socialistas de España, al alcanzar la mayoría de edad se incorporó al PSOE, partido con el que fue elegido Diputado en la Asamblea de Extremadura en 1983, escaño que ha mantenido en todas las convocatorias. Llegó a presidir en la VI Legislatura la Asamblea extremeña. Ha sido Senador por la Comunidad de Extremadura de 1987 a 2003.
En el PSOE de Extremadura ha desempeñado los cargos de vicesecretario general y presidente. En julio de 2008 Suárez dejó de tener cargos políticos y por decisión propia abandonó la política activa.

### Fichas parlamentarias
- Ficha en la Asamblea de Extremadura Archivado el 13 de diciembre de 2009 en Wayback Machine.
- Ficha en el Senado de España

### Artículos
- Y Federico cogió el picoenlace roto, por Antonio Marcelo Vacas (2008)

- Datos: Q8961055